# Hohe Aifner Spitze
Die Hohe Aifner Spitze ist ein 2779 Meter hoher Berg am Nordrand des Kaunergrats in den Tiroler Ötztaler Alpen. Der Berg hat die Form einer Pyramide mit drei ausgeprägten Graten. Durch seine leichte Erreichbarkeit und den guten Rundblick ist er ein beliebtes Ziel für Bergwanderer. 

## Lage und Umgebung
Benachbarte Berge sind im Verlauf des Nordgrats das 2523 Meter hohe Halsl, im Verlauf des nach Süden gerichteten Hochschaltergrats das Falkauner Köpfle mit 2834 Metern Höhe. Auf dem Nordwestgrat liegt die (Niedere) Aifnerspitze, 2558 m. Die Nordspitze des eigentlichen Kaunergrats wird im Norden bei Wenns durch das Pillertal begrenzt und findet über den Sattel der Pillerhöhe Anschluss an das Venetmassiv. Im Osten Liegt das Pitztal und im Westen das Kaunertal. Der Ort Kaunerberg liegt etwa 3½ Kilometer Luftlinie südwestlich.

## Touristische Erschließung
- Vom Pitztal aus ist der Berg über die obere Straßbergalpe und das Halsl über einen versicherten Steig zu erreichen (alpine Erfahrung erforderlich)
- Eine weitere Route führt ebenfalls von der Straßbergalpe über den Straßberger See (2132 m) direkt hinauf zur Scharte nördlich des Gipfels mit Kreuz
- Auch die westlich gelegene Aifner Alpe kann als Ausgangspunkt für eine Besteigung dienen. Es handelt sich hier um eine Überschreitung der Niederen Aifner Spitze mit einer Gratwanderung zum Hauptgipfel.

## Besonderheiten
Weil die Hohe Aifner Spitze von Norden gesehen der erste höhere Berg des Kamms ist, besteht an ihm die akute Gefahr von Wetterumstürzen. Am Übergang zwischen hoher und niederer Spitze befindet sich daher ein Unterstand.